# Ват
Ват (енгл. watt; симбол: W) је СИ изведена јединица за снагу. 1 kg⋅m²⋅s−3 or, equivalently, Једнак је једном џулу у секунди (1 J/s), или у електричним јединицама, једном волт амперу (1 V·A). Ват је брзина, у џулима по секунди, којом се енергија претвара, користи или шири.
{\displaystyle {\mbox{W}}={\frac {\mbox{J}}{\mbox{s}}}={\frac {\mbox{Nm}}{\mbox{s}}}={\frac {{\mbox{kgm}}^{2}}{{\mbox{s}}^{3}}}={\mbox{VA}}}
Јединица ват је добила име по Џејмсу Вату због његових доприноса у развоју парне машине и усвојена је на Другом Конгресу Британске асоцијације за напредак науке 1889. године и на једанаестој Генералној конференцији тежина и мера 1960. године.

## Преглед
Када се брзина објекта одржава константном на један метар у секунди у односу на константну супротстављајућу силу од једног њутна, брзина којом се обавља рад је један ват.
{\displaystyle \mathrm {1~W=1~{\frac {J}{s}}=1~{\frac {N{\cdot }m}{s}}=1~{\frac {kg{\cdot }m^{2}}{s^{3}}}} }
У смислу електромагнетизма, један ват је брзина којом се електрични рад изводи када струја од једног ампера (А) тече преко разлике електричног потенцијала од једног волта (V), што значи да је ват еквивалент волт-амперу (друга јединица се, међутим, користи за величину која се разликује од стварне снаге електричног кола).
{\displaystyle \mathrm {1~W=1~V\cdot 1~A} }
Две додатне конверзије јединица за ват се могу наћи коришћењем горње једначине и Омовог закона.
{\displaystyle \mathrm {1~W=1~{\frac {V^{2}}{\Omega }}=1~A^{2}{\cdot }\Omega } }
где је ом ({\displaystyle \Omega }) СИ изведена јединица за електрични отпор.

### Примери
- Особа која има масу од 100 kg и која се попне на мердевине високе 3 метра за 5 секунди врши рад брзином од око 600 вати. Маса пута убрзање услед гравитације пута висина подељено временом које је потребно да се објекат подигне на дату висину даје брзину обављања рада или снагу.
- Радник током осмочасовног радног дана може да одржи просечну снагу од око 75 вати; виши нивои снаге могу се постићи у кратким интервалима и код спортиста.[4]

## Настанак и усвајање као јединица СИ
Ват је добио име по шкотском проналазачу Џејмсу Вату. Назив јединице првобитно је предложио К. Вилијам Сименс у августу 1882. године у свом председничком обраћању на Педесет другом конгресу Британског удружења за унапређење науке. Напомињући да су јединице у практичном систему јединица назване по водећим физичарима, Сименс је предложио да би ват могао бити одговарајући назив за јединицу снаге. Сименс је јединицу доследно дефинисао у оквиру тада постојећег система практичних јединица као „снагу коју преноси струја од једног ампера кроз разлику потенцијала од једног волта“.
На Међународној конференцији о електричним јединицама и стандардима у Лондону октобра 1908. године, установљене су такозване „међународне“ дефиниције за практичне електричне јединице. Сименсова дефиниција је усвојена као „међународни” ват. (Такође се користи: 1 A2 × 1 Ω.) Ват је дефинисан као једнак 107 јединица снаге у „практичном систему“ јединица. „Међународне јединице“ су биле доминантне од 1909. до 1948. Након 9. Генералне конференције о теговима и мерама из 1948. године, „међународни“ ват је редефинисан са практичних јединица на апсолутне јединице (тј. користећи само дужину, масу и време). Конкретно, то је значило да је 1 ват сада дефинисан као количина енергије која се преноси у јединици времена, односно 1 J/s. У овој новој дефиницији, 1 „апсолутни“ ват = 1,00019 „међународних“ вати. Текстови написани пре 1948. вероватно ће користити „међународни“ ват, што имплицира опрез када се упоређују нумеричке вредности из овог периода са ватима после 1948. године. 1960. године, 11. Генерална конференција за тегове и мере усвојила је „апсолутни” ват у Међународни систем јединица (СИ) као јединицу снаге.

## Умношци

### Микроват
Микроват (µW) је једнак милионитом делу вата (10−6 W). Важне снаге које се мере у микроватима се обично наводе у медицинским инструментационим системима као што су електроенцефалограф (ЕЕГ) и електрокардиограф (ЕКГ), у широком спектру научних и инжењерских инструмената, као и у вези са радио и радарским пријемницима. Компактне соларне ћелије за уређаје као што су калкулатори и сатови се обично мере у микроватима.

### Миливат
Миливат (mW) је једнак хиљадитом делу вата (0.001 W or 10−3 W). Типичан ласерски показивач даје око 5 миливата светлосне снаге, док типични слушни апарат користи мање од 1 миливата. Аудио сигнали и други нивои електронских сигнала се често мере у dBm, у односу на 1 миливат.

### Киловат
Киловат (kW) је једнак хиљаду вати (1000 W или 103 W). Ова јединица се обично користи за изражавање излазне снаге мотора и снаге електричних мотора, алата, машина и грејача. Такође је уобичајена јединица која се користи за изражавање излазне електромагнетне снаге радио и телевизијских предајника.
Један киловат је приближно једнак 1,34 коњске снаге. Мали електрични грејач са једним грејним елементом може да користи 1 киловат. Просечна потрошња електричне енергије једног домаћинства у Сједињеним Државама је око 1 киловат.
Површина од 1 квадратног метра на Земљи обично прима око 1 киловат сунчеве светлости од Сунца (сунчево зрачење) (по ведром дану у подне, близу екватора).

### Мегават
Мегават (MW) је једнак милион вати (106 W). Многи догађаји или машине производе или одржавају конверзију енергије на овој скали, укључујући велике електричне моторе; велики ратни бродови као што су носачи авиона, крстарице и подморнице; велике фарме сервера или центри података; и неке научно-истраживачке опреме, као што су суперколајдери, и излазни импулси веома великих ласера. Велика стамбена или пословна зграда може да користи неколико мегавата електричне енергије и топлоте. На железници, модерне електричне локомотиве велике снаге обично имају вршну излазну снагу од 5 или 6 MW, док неке производе много више. Евростар, на пример, користи више од 12 MW, док тешке дизел-електричне локомотиве обично производе/користе 3 и 5 MW. Нуклеарне електране у САД имају нето летњи капацитет између око 500 и 1300 MW.‍:{{{1}}}

### Гигават
Гигават (GW) је једнак милијарду вати (109 W) или 1 гигават = 1000 мегавата. Ова јединица се често користи за велике електране или електричне мреже. На пример, до краја 2010. очекивало се да ће несташице струје у кинеској провинцији Шанси порасти на 5–6 GW, а инсталирани капацитет енергије ветра у Немачкој је био 25,8 GW. Највећа јединица (од четири) белгијске нуклеарне електране Доел има вршну снагу од 1,04 GW. HVDC претварачи су направљени са називном снагом до 2 GW.

### Терават
Терават (TW) је једнак билиону вати (1012 W). Примарна енергија коју су људи користили широм света била је око 160.000 терават-сати 2019. године, што одговара просечној континуираној потрошњи енергије од 18 TW те године. Најмоћнији ласери од средине 1960-их до средине 1990-их производили су снагу у тераватима, али само у интервалима од наносекунде. Просечан удар грома достиже врхунац од 1 TW, али ови удари трају само 30 микросекунди.

### Петават
Петават (PW) је једнак једном квадрилиону вати (1015 W) и може га произвести тренутна генерација ласера за временске скале реда величине пикосекунди (10−12 s). Један од таквих ласера је Лоренс Ливерморов Нова ласер, који је постигао излазну снагу од 1,25 PW (1,25×1015 W) процесом који се назива појачање чипног импулса. Трајање импулса је било отприлике 0,55 ps (5×10−13 s), дајући укупну енергију од 600 J. Други пример је Ласер за експерименте са брзим паљењем (LFEX) на Институту за ласерско инжењерство (ILE), Универзитета у Осаки, који је постигао излазну снагу од 2 PW у трајању од приближно 1 ps.
На основу просечног укупног сунчевог зрачења од 1.366 kW/m², укупна снага сунчеве светлости која пада у Земљину атмосферу процењује се на 174 PW. Просечна стопа глобалног загревања планете, мерена као Земљин енергетски дисбаланс, достигла је око 0,5 PW (0,3% сунчеве енергије) до 2019.

## Киловат-час
Јединица за снагу помножена јединицом за време је чест начин исказивања енергије. На пример, један киловат час, количина енергије коју утроши направа од једног киловата за један сат (1 сат = 3600 секунди) и износи 3,6 мегаџула. 
{\displaystyle 1\,{\mbox{kWh}}=3.6\,{\mbox{MJ}}}
Ова јединица се често користи у контексту електрана и рачуна за струју.
Мегават дан (MWd или MW·d) је једнак 86,4 GJ.

## Остале јединице снаге
- 1 ват ≈ 3.412141630
- 1 ват = 1 волт × 1 ампер
- 1 коњска снага ≈ 745.700 W (заокружено са 745.69987158227022 W)
- 1 коњска снага (електрична, Велика Британија) = 746
- 1 коњска снага (електрична, Европа) = 736
- 1 коњска снага ("метрична") = 735.498 75